# Граничары
Гранича́ры, также гранычары, — обобщенное название пограничников и иррегулярных войск в Австрии, основного населения Военной границы Габсбургской империи (сербов и хорватов).
Граничары на османской (турецкой) границе, из числа хорватской стражи, назывались богмеи.

## История
Граничары были освобождены от большинства феодальных повинностей, и жили по разным комитатам. Селились они вдоль военной границы в чардаках или чардаци — наблюдательных пунктах (НП), и гарнизон в каждом НП составлял до 39 нижних чинов, а всего в 101 НП состояло 3 200 человек личного состава, образовывая 17 рот.
Также граничары были обязаны в случае войны выставлять определённое количество полков. Необходимое военное снаряжение они приобретали за свой счёт и получали денежное содержание только во время войны.
В XVIII веке граничары (нем. Grenz-Infanterie — «пограничная пехота», от нем. Grenze — «граница») составляли треть австрийской армии. В военное время граничары формировали батальоны лёгкой пехоты, а с 1798 года — пехотные полки. В период Наполеоновских войн они использовались в качестве лёгкой и вспомогательной пехоты для разведывательно-патрульной службы. С 1805 года 17 полков пограничной пехоты имели в своём составе три полевых и один резервный батальон по четыре роты в каждом. В состав полка также входило артиллерийское (50 канониров и три 3-х фунтовых пушки) и понтонное подразделение.
В XVIII веке по приглашению Петра Алексеевича Романова часть граничар переселилась в Россию, где образовались области Новая Сербия и Славяносербия в Новороссии.